# Quack Pack
Quack Pack is een Amerikaanse animatieserie geproduceerd door The Walt Disney Company. De show debuteerde in september 1996 als deel van het Disney Afternoon-programmeringsblok en duurde één seizoen van 39 afleveringen. Het programma is een spin-off van de tekenfilmserie DuckTales en is in Nederland te zien bij Disney XD.

## Verhaal
De reeks draaide om de avonturen van Donald Duck en zijn neven Kwik, Kwek en Kwak. Andere vertrouwde Disney-personages waren Katrien Duck en Otto van Drakenstein.
De neven werden weergegeven als typische tieners. In Quack Pack spraken ze voor het eerst met gewone stemmen, in tegenstelling tot de gebruikelijke 'eendachtige' stemmen die zij in vroegere filmpjes hadden. Daarnaast hadden ze alle drie hun eigen kledingstijl en afzonderlijke, unieke karakters, eveneens in tegenstelling tot hun vroegere versie.
In Quack Pack was Katrien verslaggeefster voor het televisieprogramma 'Wat in de Wereld'. Donald diende als haar vaste cameraman.

## Achtergrond
In tegenstelling tot Darkwing Duck, de andere spin-off van DuckTales, vertoonde Quack Pack maar weinig connecties met de voorgaande serie. De toon van Quack Pack was overwegend komisch met slapstick-elementen, een scherp contrast met het serieuzere DuckTales. Op Kwik, Kwek en Kwak na komen er geen hoofdpersonages uit DuckTales in deze serie voor. Het Duckstad uit Quack Pack is duidelijk anders dan het Duckstad uit DuckTales. Zo wordt de stad in Quack Pack grotendeels bewoond door mensen in plaats van antropomorfe dieren, en lijken de protagonisten de enige eenden in de stad te zijn. Dit was een van de punten waarop kritiek werd geuit door sommige Disney-fans.

## Stemmen
| Personage            | Stemacteur      | Stemacteur                  |
| -------------------- | --------------- | --------------------------- |
| Donald Duck          | Tony Anselmo    | Anita Blanker               |
| Kwik Duck            | Jeannie Elias   | Jody Pijper                 |
| Kwek Duck            | Pamela Adlon    | Maura Renardel de Lavalette |
| Kwak Duck            | Elizabeth Daily | Niki Romijn                 |
| Katrien Duck         | Kath Soucie     | Meghna Kumar                |
| Gwumpki              | Pat Fraley      | Jan Anne Drenth             |
| Kent Powers          | Roger Rose      | Fred Butter                 |
| Moltoc               | Tim Curry       | Johnny Kraaijkamp jr.       |
| Otto van Drakenstein | Corey Burton    | Reinder van der Naalt       |

## Afleveringen
Iedere aflevering van Quack Pack duurt ongeveer 22 minuten. Hier volgt een overzicht van de uitgebrachte afleveringen:
1. I.O.U a U.F.O
2. Island of the Not-So-Nice
3. The Really Mighty Ducks
4. Leader of the Quack
5. All Hands on Duck
6. Pride Goeth Before the Fall Guy
7. Need 4 Speed
8. The Germinator
9. The Late Donald Duck
10. Tasty Paste
11. Phoniest Home Videos
12. Return of the T-Squad
13. Koi Story
14. Ready. Aim...Duck!
15. Pardon my Molecules
16. Unusual Suspects
17. Ducklaration of Independence
18. Can't Take a Yolk
19. Heavy Dental
20. Duck Quake
21. The Long Arm of Claw
22. Shrunken Heroes
23. Snow Place to Hide
24. Huey Duck, P.I.
25. Take My Duck, Please
26. Duck by Nature
27. Recipe for Adventure
28. The Boy Who Cried Ghost
29. Gator Aid
30. None Like it Hot
31. Ducky Dearest
32. Transmission: Impossible
33. Nosy Neighbors
34. Hit the Road, Backwater Jack!
35. Cat and Louse
36. Hero Today, Don Tomorrow
37. Captain Donald
38. Stunt Double or Nothing
39. Feats of Clay

## Trivia
- Donald Duck en Otto van Drakenstein zijn de enige twee personages, die (zowel in de originele als in de Nederlandse versie) door hun vaste stemacteurs zijn ingesproken.